# Пердика I Македонски
Вижте пояснителната страница за други личности с името Пердика.
Пердика I (на старогръцки: Περδίκκας Α`) е основател на Древна Македония, цар 700 г. пр. Хр. – 678 г. пр. Хр.
Според гръцкия историк Херодот той е потомък на Темен от Аргос и на Херакъл, и основател на македонската царска фамилия (Династия Аргеади) и на Македонското царство.
Той започва от територията на по-късната резиденция Еге и управлява от 700 – 678 г. пр. Хр.
Според една легенда Пердика заедно с двамата си братя Гаван и Аероп (Gauanes и Aeropos) е избягал от Аргос в Илирия. Така те идват в Лебея в двора на царя на Македония. Той ги назначава за овчари. Царят бил много беден, затова съпругата му сама приготвяла храната за всички. Тя забелязва, че хлябовете, които пекла за Пердика, са по-големи от другите. След като разказала това на съпруга си, той моли братята да напуснат двора му. Преди да си тръгнат, те отиват в къщата на царя и поискали своята заплата. Царят им отговорил, че светлинният лъч, паднал от комина на пода, е тяхното заплащане. Пердика отрязва с един нож лъчообразно парче от пода и братята напуснали страната. Те се заселват в Градините на Мидас. Оттук Пердика завладява цяла Македония.
Пердика нарежда на син си Аргей I, след смъртта му да го погребе при Еге. И се казвало, докато царете ще са погребвани на това место, службата цар ще остане във фамилията. Понеже Александър Велики е погребан на друго място, могъществото е преминало в друга владетелска фамилия.
След Пердика неговият син Аргей става цар на Македония.